# Іст-Айсліп (Нью-Йорк)
Іст-Айсліп (англ. East Islip) — переписна місцевість (CDP) в США, в окрузі Саффолк штату Нью-Йорк. Населення — 13 931 особа (2020).

## Географія
Іст-Айсліп розташований за координатами 40°43′40″ пн. ш. 73°11′12″ зх. д. / 40.72778° пн. ш. 73.18667° зх. д. (40.727670, -73.186648).  За даними Бюро перепису населення США в 2010 році переписна місцевість мала площу 10,51 км², з яких 10,23 км² — суходіл та 0,28 км² — водойми.

## Демографія
Згідно з переписом 2010 року, у переписній місцевості мешкало 14 475 осіб у 4803 домогосподарствах у складі 3823 родин. Густота населення становила 1377 осіб/км².  Було 4942 помешкання (470/км²).
Расовий склад населення:
| - 94,5 % — білих - 1,6 % — азіатів - 1,0 % — чорних або афроамериканців - 0,1 % — корінних американців - 1,4 % — осіб інших рас |

До двох чи більше рас належало 1,4 %. Частка іспаномовних становила 6,2 % від усіх жителів.
За віковим діапазоном населення розподілялося таким чином: 25,3 % — особи молодші 18 років, 61,9 % — особи у віці 18—64 років, 12,8 % — особи у віці 65 років та старші. Медіана віку мешканця становила 41,3 року. На 100 осіб жіночої статі у переписній місцевості припадало 96,2 чоловіків;  на 100 жінок у віці від 18 років та старших — 92,1 чоловіків також старших 18 років.
Середній дохід на одне домашнє господарство  становив 130 139 доларів США (медіана — 115 432), а середній дохід на одну сім'ю — 146 453 долари (медіана — 126 229). Медіана доходів становила 88 357 доларів для чоловіків та 62 068 доларів для жінок. За межею бідності перебувало 5,3 % осіб, у тому числі 1,8 % дітей у віці до 18 років та 5,7 % осіб у віці 65 років та старших.
Цивільне працевлаштоване населення становило 6520 осіб. Основні галузі зайнятості: освіта, охорона здоров'я та соціальна допомога — 31,9 %, будівництво — 10,2 %, роздрібна торгівля — 9,7 %, науковці, спеціалісти, менеджери — 9,5 %.